# Horodyńscy herbu Kur
Horodyńscy herbu Kur – polska rodzina szlachecka, zamieszkała na Śląsku. 
Nazwisko rodziny, pisane było w kilku fleksjach (Horodeńscy, Horodzińscy).